# Marco Tulio Mora Rivera
Marco Tulio Mora Rivera (Guayabo, Mora, 20 de enero de 1953) es un político costarricense socialcristiano. Fue elegido diputado por la provincia de Limón en las elecciones de 2002. Durante su gestión se caracterizó por opiniones polémicas como pedir en el año 2005 que se reinstalara el retrato del General Federico Tinoco Granados en el Salón de Expresidentes, lo cual en ese momento no ocurrió, pero sí cinco años después, en 2010, como resultado de la gestión del diputado Federico Tinoco Carmona, familiar del exdictador. También fue partícipe de otra polémica cuando intentó readecuar su pensión para que tomasen en cuenta sus ingresos como diputado en el cálculo, gestión que perdió ante la Dirección Nacional de Pensiones y ante la Sala II del Poder Judicial.
De cara a las elecciones de 2014 renunció al Partido Unidad Social Cristiana para ser candidato a diputado por Limón por el  Partido Avance Nacional, sin embargo no fue elegido y reingresó al PUSC. En la segunda vuelta de las elecciones presidenciales de 2018 brindó, junto con el candidato del PUSC, Rodolfo Piza Rocafort, derrotado en primera ronda, su adhesión al candidato del Partido Acción Ciudadana, Carlos Alvarado Quesada.